# 笠舞
笠舞（かさまい）は、石川県金沢市の町名。現行行政地名は笠舞1丁目から3丁目。全域で住居表示実施済み。郵便番号は920-0965。

## 概要
笠舞は、笠舞本町・菊川・城南・本多町・石引・小立野に囲まれている。

## 歴史

### 旧町名の概要
上・下笠舞町（かみ・しもかさまいまち）
- 地子町

揚地町（あげちまち）
- 地子町

一本松（いっぽんまつ）
- 地子町

長谷川町（はせがわまち）
- 旧加賀国石川郡石浦荘山崎領、同郡崎浦村字山崎地方（やまざきじがた）。山崎領は現在の金沢市中心部にあった山崎村の一部。山崎村はかつて大村だったが、金沢城下の市街地化によってほとんどが町地となり、わずかに残った耕地が山崎領と呼ばれるようになった[4]。崎浦村の金沢市編入に際して長谷川町と改称した。

笠舞新町（かさまいしんまち）
- 笠舞第一土地区画整理事業施行地。昭和34年成立。昭和39年、笠舞2丁目の一部となる。

（旧）笠舞一丁目・二丁目（かさまいいっちょうめ・にちょうめ）
- 笠舞第四土地区画整理事業施行地の一部。笠舞町の区画整理地区のうち、後に笠舞1・2丁目として住居表示されることが内定していた地区。昭和39年1月成立。同年4月、（新）笠舞1・2丁目の一部となる。

### 沿革
- 1959年（昭和34年）2月27日 - 笠舞第一土地区画整理事業完了により笠舞町、上笠舞町、長谷川町の各一部から笠舞新町が成立。
- 1964年（昭和39年）
  - 1月11日 - 笠舞第四土地区画整理事業完了により笠舞町・涌波町・上野本町の各一部から笠舞一丁目・笠舞二丁目が成立[5]。
  - 4月1日 - 住居表示実施により、上笠舞町・下笠舞町・長谷川町・笠舞新町・笠舞一丁目・笠舞二丁目の全部と上石引町・一本松・揚地町・笠舞町・涌波町・上野本町の各一部をもって成立[6]。
- 1973年（昭和48年）6月1日 - 住居表示実施により、笠舞町・涌波町・上野本町・三口新町の各一部を編入[7]。

## 町域の変遷
| 実施後    | 実施年                   | 実施前 |
| --------- | ------------------------ | --- |
| 笠舞1丁目 | 1964年（昭和39年）4月1日 | 笠舞一丁目、笠舞町タの全部及び笠舞町ヨ、笠舞町リ、笠舞町ヌ、笠舞町ル、涌波町戊、上野本町辛の各一部                                                         |
| 笠舞2丁目 | 1964年（昭和39年）4月1日 | 笠舞二丁目、笠舞町ツ、笠舞町東、笠舞新町、長谷川町の全部及び笠舞町ソ、笠舞町ト、笠舞町ヘ、笠舞町チ、笠舞町甲、笠舞町子、上笠舞町、上石引町、一本松の各一部 |
| 笠舞3丁目 | 1964年（昭和39年）4月1日 | 下笠舞町の全部及び笠舞町甲、笠舞町乙、笠舞町ホ、笠舞町ヘ、笠舞町ト、笠舞町子、上笠舞町、一本松、揚地町の各一部                                             |
| 笠舞1丁目 | 1973年（昭和48年）6月1日 | 笠舞町ヲ、三口新町丁、涌波町戊、上野本町辛、上野本町壬の各一部                                                                                             |

## 小中学校の校区
| 町名      | 街区    | 番号    | 小学校   | 中学校 |
| --------- | ------- | ------- | -------- | ------ |
| 笠舞1丁目 | 1 - 22  |         | 小立野   | 紫錦台 |
| 笠舞1丁目 | 23      |         | 南小立野 | 紫錦台 |
| 笠舞2丁目 | 1 - 5   |         | 犀桜     | 城南   |
| 笠舞2丁目 | 6       | 1 - 18  | 小立野   | 紫錦台 |
| 笠舞2丁目 | 6       | 19 - 21 | 犀桜     | 城南   |
| 笠舞2丁目 | 6       | 22 - 33 | 小立野   | 紫錦台 |
| 笠舞2丁目 | 7       |         | 犀桜     | 城南   |
| 笠舞2丁目 | 8 - 23  |         | 小立野   | 紫錦台 |
| 笠舞2丁目 | 24      |         | 犀桜     | 城南   |
| 笠舞2丁目 | 25 - 37 |         | 小立野   | 紫錦台 |
| 笠舞3丁目 | 1 - 7   |         | 犀桜     | 城南   |
| 笠舞3丁目 | 8       | 1 - 27  | 小立野   | 紫錦台 |
| 笠舞3丁目 | 8       | 28 - 37 | 犀桜     | 城南   |
| 笠舞3丁目 | 8       | 38 - 43 | 小立野   | 紫錦台 |
| 笠舞3丁目 | 9 - 20  |         | 小立野   | 紫錦台 |
| 笠舞3丁目 | 21 - 23 |         | 犀桜     | 城南   |

## 施設
- 猿丸神社